# 政治資金団体
政治資金団体（せいじしきんだんたい）とは、政党のために資金上の援助をする目的を有する団体で、各政党が政治資金規正法第6条の2第1項に基づいて届出をした団体をいう。
政党の献金の受け皿を政党と政治資金団体にまとめることで資金の流れの透明化を目的に設けられた制度である。

## 特典
- 団体献金を受け取ることができる。
- 寄付総額の制限が政党と同じ制限であり、通常の政治団体より制限が緩い。
- 街頭などで1,000円以下の寄付について、匿名寄付を受けることができる。
- 寄付をした者は政党等寄付金特別控除を受けることができる。

## 独自の規制
- 政党のみが1つに限り届け出ることができる。
- 会計監査を行うべき者に対し、会計帳簿、明細書及び領収書等についての監査意見を求め、その監査意見を記載した書面を政治資金収支報告書に添付しなければならない。
- 金融機関による振込みまたは振替えによってしか寄付を受けてはならない（1000円以下の寄附及び不動産の譲渡又は貸付け（地上権の設定を含む。）による寄附はこのかぎりではない。）。

## 一覧
2023年12月14日時点の政治資金団体は以下の通り。
- 国民政治協会 - 自由民主党
- 国民改革懇話会 - 国民民主党
- 未来創造党 - みんなでつくる党